# Aeroportul Ceduna
Aeroportul Ceduna (IATA: CED, ICAO: YCDU) este un aeroport din Australia de Sud, Australia ce deservește zona Ceduna⁠(d). Aeroportul a fost tranzitat în 2022 de 20.193 de pasageri.
Situat la o altitudine de 23 m, aeroportul dispune de o singură pistă. Este operat de District Council of Ceduna⁠(d).